# Żorżeta

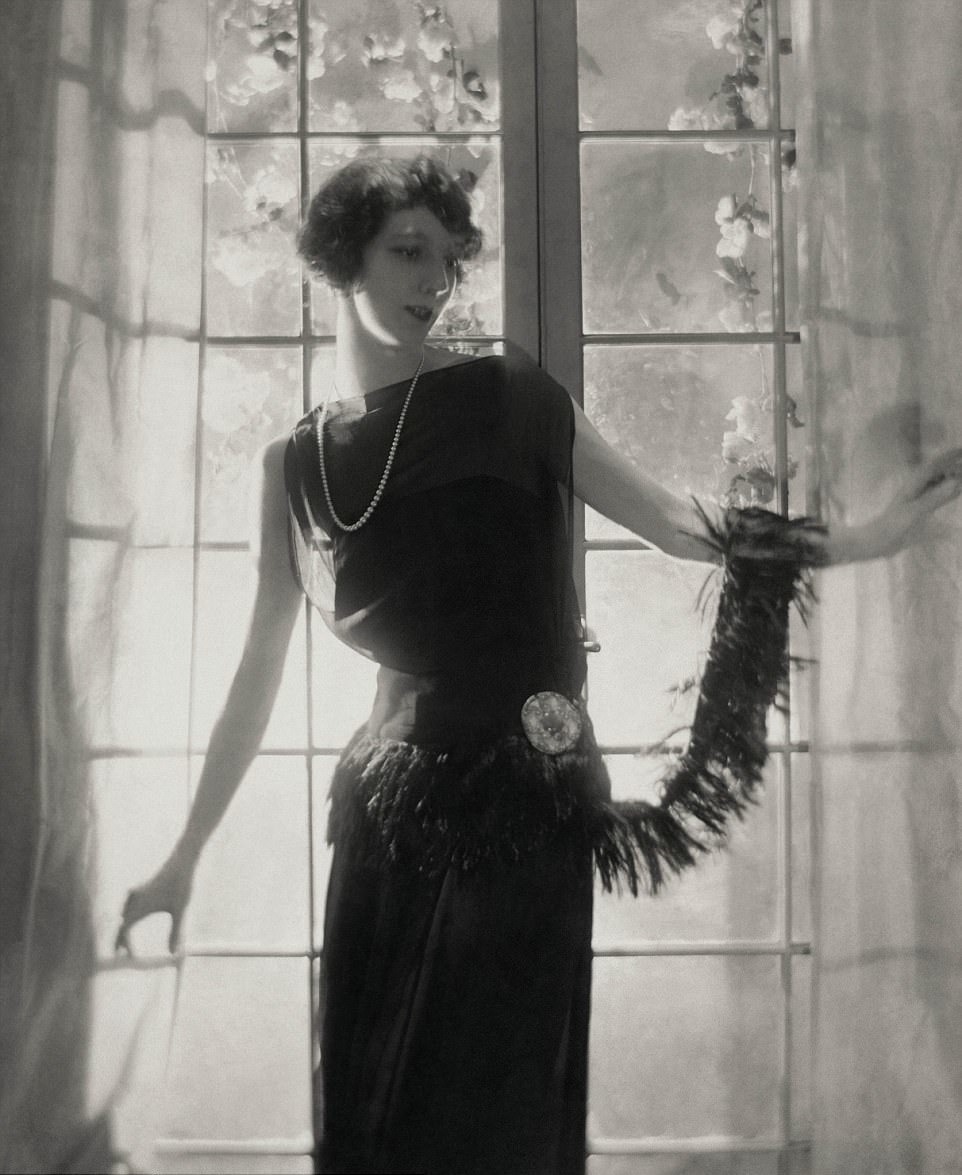
Suknia z żorżety, ok. 1921

Żorżeta – rodzaj przezroczystej tkaniny o splocie płóciennym. Wyrabiana jest z wełny, bawełny lub jedwabiu. Jest jednobarwną tkaniną o nieregularnie zmarszczonej powierzchni. Nieregularne zmarszczenie powierzchni powstaje wskutek użycia w procesie tkania skręconych nici. Szyje się z niej głównie różne suknie.